# 競馬倶楽部
競馬倶楽部（けいばくらぶ）とは競馬を施行する団体を指す。
この項目では特に日本で補助金競馬が始まってから日本競馬会が設立される間に組織された競馬倶楽部について扱う。

## 競馬倶楽部成立の経緯
1908年10月6日、競馬規程が制定されたことによりそれまで黙許されていた馬券の発売が禁止され日本の競馬は公認競馬から補助金競馬へと移行した。その際に日本各地に15あった公認競馬の施行体（社団法人）は11に削減され、かつ競馬倶楽部への改称を要求された。こうして誕生したのが日本各地の競馬倶楽部である。
1923年7月1日、（旧）競馬法が施行され、勝馬投票券（馬券）の現金による払い戻しが解禁された。その後、各倶楽部では現存する重賞の起源となる各競走が創設された。1936年12月10日に日本競馬会が設立されたのを機に、同団体に統合される形で翌1937年には各倶楽部は解散した。

## 競馬倶楽部と競馬場所在地
- 札幌競馬倶楽部（札幌）
- 函館競馬倶楽部（函館）
- 藤枝競馬倶楽部（藤枝）→福島競馬倶楽部（福島）
- 新潟競馬倶楽部（関屋）
- 松戸競馬倶楽部（松戸）→中山競馬倶楽部（中山）
- 東京競馬倶楽部（目黒→府中）
- 日本レース・倶楽部（横浜）
- 京都競馬倶楽部（島原→須知→京都）
- 阪神競馬倶楽部（鳴尾）
- 小倉競馬倶楽部（戸畑→三萩野→北方）
- 宮崎競馬倶楽部（宮崎）

## 競馬倶楽部時代に創設された競走
日本中央競馬会に引き継がれたもの。競走名は創設時のもの。（）内は創設年・倶楽部名等。
- 東京優駿大競走（1932年 東京 現：東京優駿（日本ダービー））
- 目黒記念（1932年 東京）
- 大障碍特別（1934年 中山 現：中山大障害）
- 中山記念（1936年 中山）